# Pyrophon

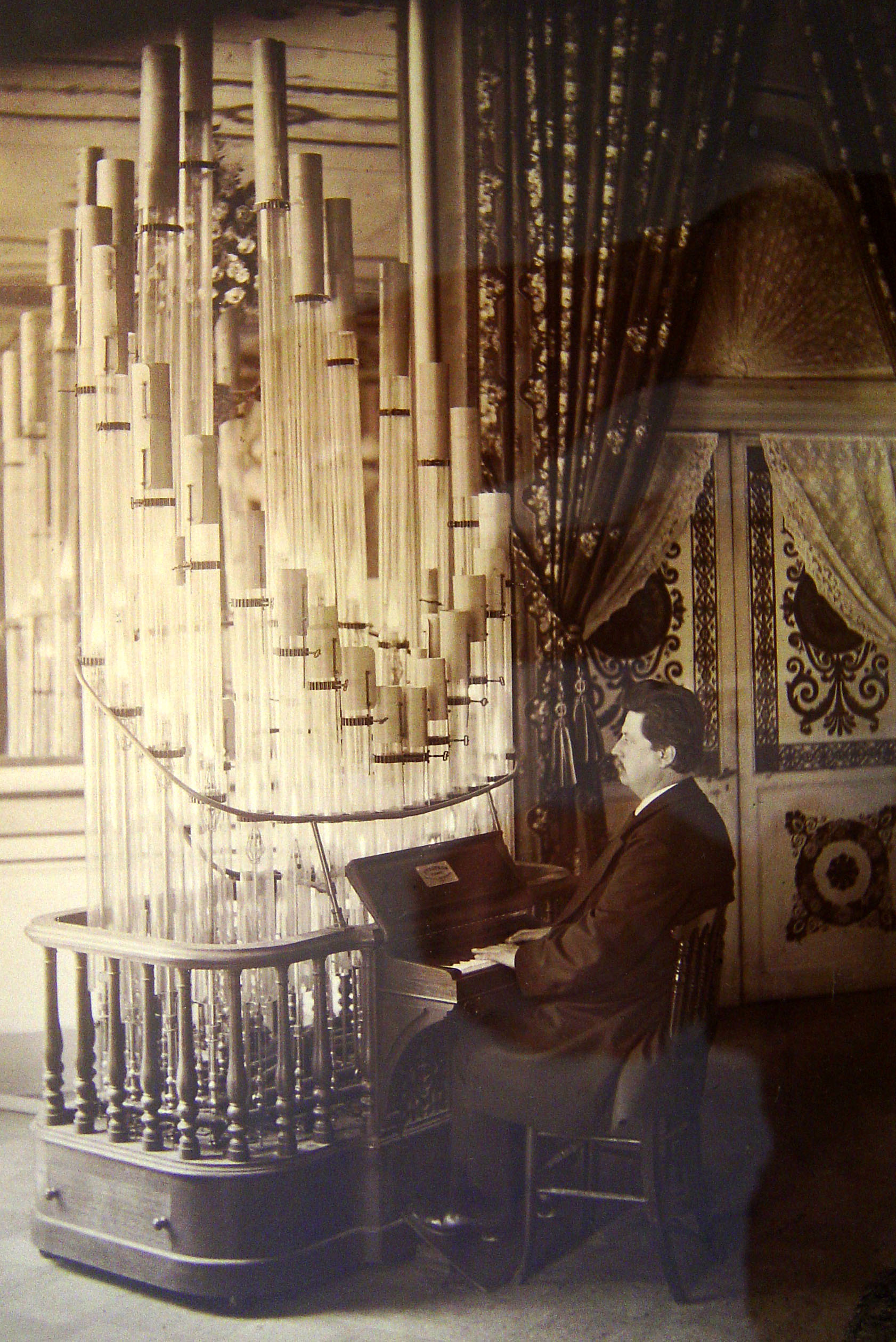
Wendelin Weißheimer an der Flammenorgel

Das Pyrophon ist ein orgelartiges Tasteninstrument, bei dem die gläsernen Pfeifen durch Wasserstoffflammen zum Schwingen angeregt werden.

## Geschichte
Ursprünglich erfunden wurde das Instrument 1875 von Georges Frédéric Eugène Kastner. Das Instrument wurde von seiner Mutter auf der International Exhibition of Inventions 1885 in London angeboten. Unter anderem versuchte auch Henri Dunant, der Begründer der Rotkreuz-Bewegung, auf Veranlassung von Kastners Mutter Léonie Kastner-Boursault sein Glück bei der Vermarktung dieser Idee. Er hatte dabei jedoch nicht viel Erfolg, weil eines der ersten Pyrophone bei einem Konzert explodierte und den Organisten verletzte.

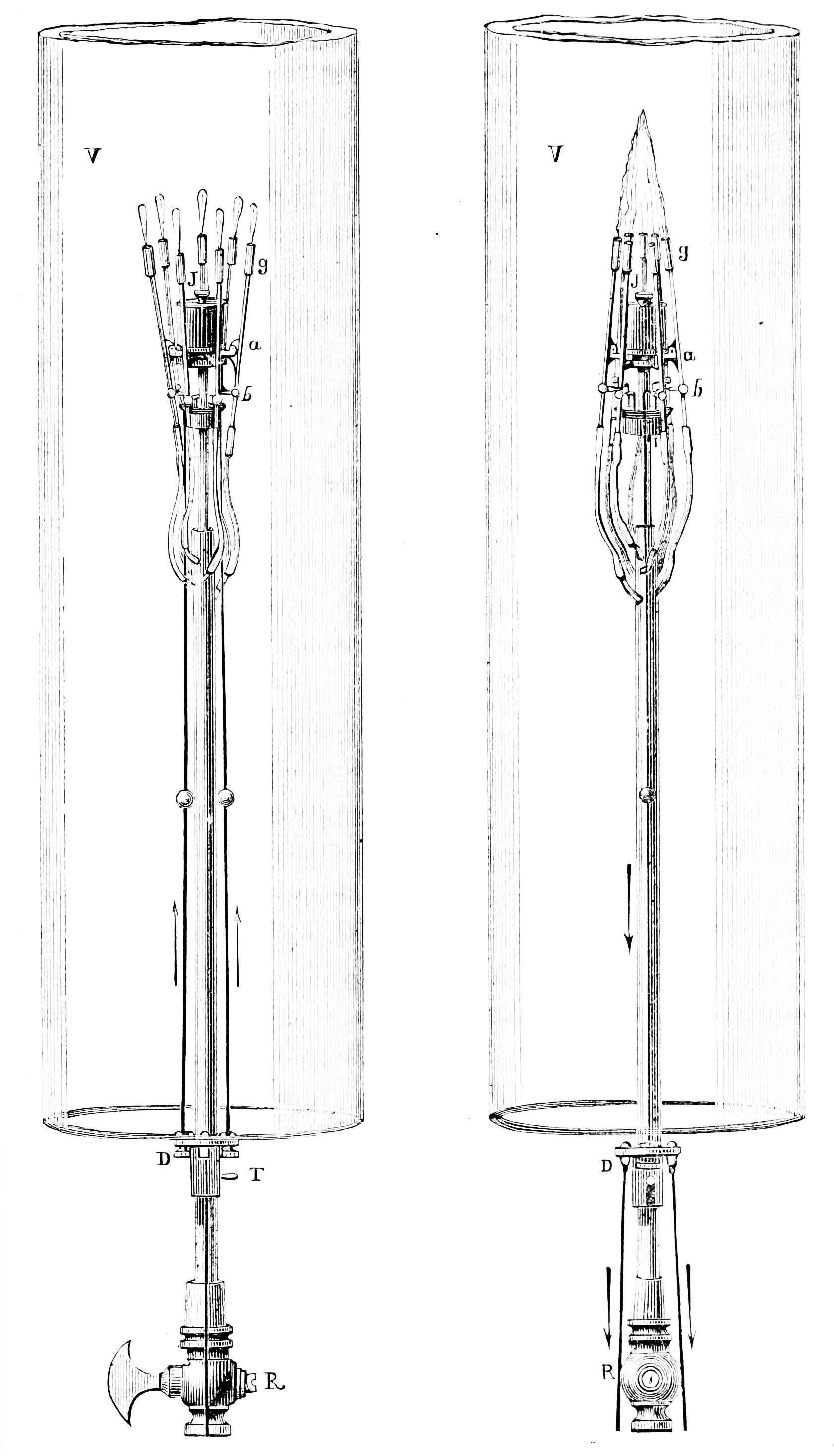
Tonbildende Gasbrenner im Pyrophon

## Wirkungsweise
Das Pyrophon benutzte die so genannten singenden Flammen. Als Orgelpfeifen wurden Glasröhren verschiedener Größe verwendet, die statt des im Orgelbau üblichen Luftstroms über einem Labium mittels kleiner Gasflammen zum Schwingen gebracht wurden. Musikalische Reinheit und erhöhte Tonstärke erzielte man durch Brenner mit mehreren kleinen Flammen (6 bis 16, manchmal noch mehr), deren Umfang für jede Röhre genau bemessen war. Das Niederdrücken der Tasten bewirkte dann die Teilung der in der entsprechenden Röhre brennenden einen großen Flamme in einzelne Flämmchen und brachte auf diese Weise den gewünschten Ton hervor.
Das Pyrophon umfasste chromatisch drei Oktaven, entsprechend den 16-, 8- und 4-füßigen Orgelpfeifen. Die Klangfarbe war ähnlich der Stimme eines Menschen. Im 19. Jahrhundert komponierte unter anderem Wendelin Weißheimer Werke für die Flammenorgel, wie das Pyrophon auch genannt wurde. Auch heutzutage gibt es immer wieder Musiker, die Pyrophone konstruieren, die dann zeitgemäß mit Propangas arbeiten und mit MIDI-Schnittstellen ausgerüstet sind.